# Frederikshavn
Frederikshavn (AFI: [fʁeðʁeksˈhɑwˀn]) è una città di 22 838 abitanti della Danimarca, situata nella regione dello Jutland Settentrionale e capoluogo dell'omonimo comune.
Importante porto di collegamento tra Danimarca e Svezia, la città è anche nota nel settore della pesca.
Originariamente denominata Fladstrand, assunse l'attuale denominazione in onore del re Federico VI di Danimarca.

## Geografia fisica

### Territorio
La città è situata nella parte settentrionale dell'isola di Vendsyssel-Thy e si affaccia sul Kattegat, uno stretto che la separa dalla città svedese di Göteborg. 

## Monumenti e luoghi d'interesse
La parte più antica della città è l'antico quartiere dei pescatori chiamato Fiskerklyngen e caratterizzato da basse case a graticcio e viuzze lastricate in pietra.
Poco a sud del centro abitato si trova il rilievo del Pikkerbakken (71 m s.l.m.) dalla cui sommità si ha una vista sulla cittadina e sulle vicine isole Hirsholmene e sul quale si trova il Bangsbo Fort, un complesso di bunker della seconda guerra mondiale costruiti dalla Wehrmacht tedesca.
Nell'area portuale si trova il Krudttårnet, una torre polveriera risalente al XVII secolo che faceva parte delle antiche fortificazioni cittadine. La torre fu trasferita dalla sua posizione originaria nel 1974. La torre ospita un museo.

## Infrastrutture e trasporti
A Frederikshavn si trova un trafficato terminal di traghetti da cui partono collegamenti per Göteborg (Svezia), Oslo (Norvegia) oltre ai traghetti locali diretti all'isola di Læsø. La stazione di Frederikshavn è al servizio della città.